# Josefa Goldar
Josefa Goldar Rey (Caldas de Reis, 19 maggio 1905 – Buenos Aires, 11 giugno 1992) è stata un'attrice spagnola naturalizzata argentina.

## Biografia
Nata in Galizia, emigrò con la famiglia in Argentina nel 1909.
Insieme al marito Leónidas Barletta fondarono il Teatro del Pueblo, nel cui palcoscenico vennero eseguite diverse opere teatrali considerate a quel tempo rivoluzionarie.
Militante di sinistra, fece il suo debutto cinematografico nel 1941 con il film Los afincaos. Partecipò in seguito a diversi altri film, spesso in ruoli secondari.

## Filmografia
- Los afincaos, regia di Leónidas Barletta (1941)
- De hombre a hombre, regia di Hugo Fregonese (1949)
- Apenas un delincuente, regia di Hugo Fregonese (1949)
- La bestia debe morir, regia di Román Viñoly Barreto (1952)
- L'isola della vendetta (El conde de Montecristo), regia di León Klimovsky (1953)
- Vivrò nel tuo ricordo (La mujer de las camelias), regia di Ernesto Arancibia (1954)
- Cuando los duendes cazan perdices, regia di Luis Sandrini (1955)
- Le spade dei Montreal (Los hermanos corsos), regia di Leo Fleider (1955)
- Para vestir santos, regia di Leopoldo Torre Nilsson (1955)
- Después del silencio, regia di Lucas Demare (1956)
- Amor a primera vista, regia di Leo Fleider (1956)
- Oro bajo, regia di Mario Soffici (1956)
- La despedida, regia di Miguel Morayta (1957)
- La hermosa mentira, regia di Julio Saraceni (1958)
- Procesado 1040, regia di Rubén W. Cavallotti (1958)
- Campo arado, regia di Leo Fleider (1959)
- Todo el año es Navidad, regia di Román Viñoly Barreto (1960)
- La novia, regia di Ernesto Arancibia (1962)
- Bajo un mismo rostro, regia di Daniel Tinayre (1962)
- Delito, regia di Ralph Pappier (1962)
- Detrás de la mentira, regia di Emilio Vieyra (1962)
- Sulla sabbia è passata la morte (Los inocentes), regia di Juan Antonio Bardem (1963)
- La murga, regia di René Mugica (1963)
- El octavo infierno, cárcel de mujeres, regia di René Mugica (1964)
- Los viciosos, regia di Enrique Carreras (1964)
- Orden de matar, regia di Román Viñoly Barreto (1965)
- Los hipócritas, regia di Enrique Carreras (1965)